# Гарет Райсмън
Гарет Ерин Райсмън (на английски: Clayton Conrad Anderson) e американски астронавт, участник в два космически полета и дълговременен престой от 95 денонощия на МКС по време на Експедиция 17.

## Образование
Гарет Райсмън завършва колежа Parsippany High School в родния си град през 1986 г. През 1991 г. завършва университета на Пенсилвания, с бакалавърска степен по мениджмънт и технологии. През 1992 г. получава магистърска степен по инженерна механика, а през 1997 г. защитава докторат по същата специалност в Калифорнийски технологичен институт, Пасадена, Калифорния.

## Служба в НАСА
Гарет Райсмън е избран за астронавт от НАСА на 4 юни 1998 г., Астронавтска група №17. През август същата година започва обучението му в космическия център Линдън Джонсън, Хюстън, Тексас. Първото си назначение получава през 2007 г., когато е включен в дублиращите екипажи на Експедиция 15 и Експедиция 16 на МКС. Взема участие в два космически полета. Има в актива си 3 космически разходки с обща продължителност 21 часа и 12 минути. Напуска НАСА през март 2011 г.

## Полети
Гарет Райсмън лети в космоса като член на екипажа на две мисии:
| Космически полети на Гарет Ерин Райсмън                   | Космически полети на Гарет Ерин Райсмън | Космически полети на Гарет Ерин Райсмън        | Космически полети на Гарет Ерин Райсмън | Космически полети на Гарет Ерин Райсмън       | Космически полети на Гарет Ерин Райсмън | Космически полети на Гарет Ерин Райсмън |
| №                                                         | Дата                                    | КК                                             | Емблема на мисията                      | Функции                                       | Продължителност                         |                                         |
| --------------------------------------------------------- | --------------------------------------- | ---------------------------------------------- | --------------------------------------- | --------------------------------------------- | --------------------------------------- | --------------------------------------- |
| 1                                                         | 11 март 2008                            | „Индевър“, мисия STS-123, Експедиция 17 на МКС |                                         | Специалист на мисията, Бордови инженер на МКС | 95 денонощия 08 часа 47 минути          |                                         |
|                                                           | 14 юни 2008                             | „Дискавъри“, мисия STS-124                     |                                         | Специалист на мисията                         | Приземяване с мисия STS-124             |                                         |
| 2                                                         | 14 май 2010                             | „Атлантис“, мисия STS-132                      |                                         | Специалист на мисията                         | 11 денонощия 18 часа 29 минути 09 сек.  |                                         |
| Сумарно време в космоса – 107 денонощия 03 часа 16 минути |                                         |                                                |                                         |                                               |                                         |                                         |

## Личен живот
Гарет Райсмън е женен. Неговите хобита са основно свързани с летенето и планината. Той е дипломиран инструктор по висш пилотаж и безмоторно летене. Обича алпинизма под всичките му форми: скално катерене, ледено катерене и височинни изкачвания. Ски учител и сноубордист от най-висока класа. Друго негово увлечение са подводните изследвания и фотография.